# Saint-Quentin-sur-le-Homme

Saint-Quentin-sur-le-Homme este o comună în departamentul Manche, Franța. În 1 ianuarie 2022 avea o populație de 1.340 de locuitori.